# Оселя брехні
«Осе́ля брехні́» (англ. House of Lies, дос. «"Дім брехні"») — американський телесеріал про життя та роботу фінансових радників («консалтингових менеджерів»). Прем'єра телешоу відбулася на телеканалі Showtime 8 січня 2012 — 12 червня 2016 року (58 серій у 5 сезонах).
Телесеріал заснований на книзі колишнього співробітника компанії Booz Allen Hamilton Мартіна Кіна «Оселя брехні: Як фінансові радники крадуть ваш годинник, а потім повідомляють, котра година» (англ. House of Lies: How Management Consultants Steal Your Watch and Then Tell You the Time).

## Сюжет
Команда фінансових радників на чолі з Марті Кааном (актор Дон Чідл) допомагає компаніям покращити свою фінансову діяльність. Консультанти працюють по всій Америці, проводячи більшу частину життя у відрядженні, а вихідні — в безгальмівних розвагах. Співробітники консалтингової фірми нерідко закривають очі на моральні та етичні аспекти комерційних угод, прагнучи укласти їх за будь-яку ціну.

## У головних ролях
| Актор                                  | Роль                                         |
| -------------------------------------- | -------------------------------------------- |
| Дон Чідл (Don Cheadle)                 | Марті Каан (Marty Kaan)                      |
| Крістен Белл (Kristen Bell)            | Джині ван дер Гувен (Jeannie Van Der Hooven) |
| Бен Шварц (Ben Schwartz)               | Клайд Оберголт (Clyde Oberholt)              |
| Джош Лоусон (Josh Lawson)              | Дуґ Ґуґенгайм (Doug Guggenheim)              |
| Доніс Леонард мол. (Donis Leonard Jr.) | Роско Каан (Roscoe Kaan)                     |
| Глінн Турман (Glynn Turman)            | Джеремая Каан (Jeremiah Kaan)                |
| Дон Олівьері (Dawn Olivieri)           | Моніка Телбот (Monica Talbot)                |

## Епізоди
| Сезони | Кількість епізодів | Дата першого показу | Дата першого показу |
| Сезони | Кількість епізодів | Прем'єра сезону     | Фінал сезону        |
| 1      | 12                 | 8 січня 2012        | 1 квітня 2012       |
| 2      | 12                 | 13 січня 2013       | 7 квітня 2013       |
| 3      | 12                 | 12 січня 2014       | 6 квітня 2014       |
| 4      | 12                 | 11 січня 2015       | 29 березня 2015     |
| 5      | 10                 | 10 квітня 2016      | 12 червня 2016      |

| Кінематограф | Це незавершена стаття про кінематограф. Ви можете допомогти проєкту, виправивши або дописавши її. |